# Tony Doyle
 Anthony "Tony" Paul Doyle, född den 19 maj 1958 i Ashford, död den 30 april 2023, var en brittisk bancyklist som blev dubbel världsmästare i individuellt förföljelselopp (1980 och 1986) och fyrfaldig europamästare (tre gånger i madison och en i omnium), samt vann 23 sexdagarslopp (19 av dem med Danny Clark som partner).
Doyle avlsutade sin cykelkarriär efter att ha skadats allvarligt i ryggen vid en krasch under Zürichs sexdagars i slutet av 1994, och 1995 valdes han till ordförande för det brittiska cykelförbundet (British Cycling) och bidrog till grundandet av Tour of Britain. Han tilldelades Brittiska imperieorden 1989 och valdes in i British Cycling Hall of Fame 2009.

## Meriter
| Tony Doyles placeringar vid Olympiska spel: 1980 7:a i lagförföljelselopp Tony Doyle uppnådde följande podieplaceringar vid VM: 1980 Världsmästare i individuellt förföljelselopp 1984 2:a i individuellt förföljelselopp 1985 2:a i individuellt förföljelselopp 1985 Världsmästare i individuellt förföljelselopp 1987 2:a i poänglopp 3:a i individuellt förföljelselopp 1988 2:a i individuellt förföljelselopp | Tony Doyle uppnådde följande podieplacringar vid EM: 1980/1981 2:a i omnium 1982/1983 3:a i omnium 1983/1984 2:a i madison med Gary Wiggins 1984/1985 Europamästare i madison med Gary Wiggins 1985/1986 2:a i madison med Gary Wiggins 3:a i derny 1988/1989 Europamästare i madison med Danny Clark Europamästare i omnium 1989/1990 Europamästare i madison med Danny Clark |

### Sexdagarslopp
I tabellen nedan listas Tony Doyles segrar och partners (med initialer):
| \ Säsong |

| Plats \ |

| \ Säsong |

| Partner \ |

Not: De flesta sexdagarslopp kördes på inomhusvelodromer under vintersäsongen och en asterisk efter ortnamnet markerar att tävlingen avhölls före nyår (Kölns sexdagars gick över nyårshelgen). Loppet i Bassano del Grappa gick dock utomhus i juli, dessutom med tremannalag, och har förts till den följande vintersäsongen.